# FC Crotone
Football Club Crotone, zkráceně jen Crotone je italský fotbalový klub hrající v sezóně 2024/25 ve 3. italské fotbalové lize, sídlící ve městě Crotone v regionu Kalábrie.
Klub byl sice založen 20. září 1910 pod názvem Società Sportiva Crotona. Znovuzaložení bylo po válce v roce 1945 a také 1979. Poslední bankrot ohlásilo v roce 1991. Převážně hrál ve třetí lize a v nejvyšší lize se objevilo až v sezoně 2016/17.  Nejlepší umístění bylo 17. místo v prémiové sezoně a celkem ji odehrálo tři sezony.

## Změny názvu klubu
- 1945/46 – 1978/79 – US Crotone (Unione Sportiva Crotone)
- 1979/80 – 1985/86 – AS Crotone (Associazione Sportiva Crotone)
- 1986/87 – 1990/91 – Kroton Calcio (Kroton Calcio)
- 1991/92 – 1992/93 – Nuova Crotone AP Mini Juventus (Nuova Crotone Associazione Polisportiva Mini Juventus)
- 1993/94 – 2000/01 – FC Crotone Calcio (Football Club Crotone Calcio)
- 2001/02 – FC Crotone (Football Club Crotone)

## Získané trofeje

### Vyhrané domácí soutěže
- 3. italská liga ( 1× )

1999/00
- 4. italská liga ( 2× )

1958/59, 1963/64

## Historie
Klub byl sice založen již v roce 1910, ale federace jej zaregistrovala až v roce 1924. Do války hrál klub v regionálních soutěží. Pak byl klub přihlášen do třetí ligy. Klub hraje do sezony 1977/78 většinou třetí ligu. Sezonu 1978/79 hraje čtvrtou ligu a v tabulce končí na sestupovém místě. Klub se ale dostává do finančních potíží a ohlásí bankrot. Je založen klub nový - Associazione Sportiva Crotone a hrají regionální ligu. Další bankrot je ohlášen po sezoně 1990/91. Klub končí činnost. Od roku 1991 do roku 1993 přebírá historický odkaz klubu další klub z města Crotone Nuova Crotone (založena 1956). Na sezonu 1992/93 se klub změní na Football Club Crotone Calcio, prezidentem klubu se stává Gianni Vrenna. Začínají hrát regionální ligu.
Velký úspěch klubu byl v sezoně 1999/00 když klub poprvé postoupil do druhé ligy. Do sezony 2015/16 ji hraje 12 sezonu. Sezonu 2016/17 hraje poprvé v historii nejvyšší soutěž. 
Nejlepší umístění v nejvyšší lize je 17. místo v sezoně 2016/17.
Ve druhé lize klub odehrál 15 sezon. Nejlepší umístění je 2. místo v sezoně 2015/16.

## Účast v ligách
| Úroveň soutěže | Název soutěže (nynější název) | První hraná sezona | Poslední hraná sezona | celkem odehraných sezon |
| -------------- | ----------------------------- | ------------------ | --------------------- | ----------------------- |
| 1              | Serie A                       | 2016/17            | 2020/21               | 3                       |
| 2              | Serie B                       | 2000/01            | 2021/22               | 15                      |
| 3              | Serie C                       | 1945/46            | 2024/25               | 34                      |
| 4              | Serie D                       | 1952/53            | 1997/98               | 14                      |
| 5              | Eccellenza                    | 1957/58            | 1996/97               | 8                       |

Historická tabulka Serie A od sezony 1929/30 do 2023/24.
| Celkové místo | Odehraných sezon | Celkem bodů | Celkem zápasů | Celkem výher | Celkem remíz | Celkem proher | Celkové skore |
| ------------- | ---------------- | ----------- | ------------- | ------------ | ------------ | ------------- | ------------- |
| 56            | 3                | 92          | 114           | 24           | 20           | 70            | 119:216       |

## Fotbalisté

### Historické statistiky
| Počet utkání | Počet utkání      | Počet utkání |  | Počet branek | Počet branek        | Počet branek |
| Pořadí       | Jméno             | Počet        |  | Pořadí       | Jméno               | Počet        |
| 1.           | Antonio Galardo   | 375          |  | 1.           | Simy                | 66           |
| 2.           | Alex Cordaz       | 248          |  | 2.           | Andrea Deflorio     | 54           |
| 3.           | Alfredo Cardinale | 220          |  | 3.           | Caetano Calil       | 30           |
| 4.           | Francesco Rossi   | 217          |  | 4.           | Camillo Ciano       | 30           |
| 5.           | Pierto De Giorgio | 201          |  | 5.           | Denilson Gabionetta | 27           |

### Rekordní přestupy
| Nákup  | Nákup              | Nákup     | Nákup       | Nákup          |  | Prodej | Prodej              | Prodej    | Prodej      | Prodej        |
| Pořadí | Jméno              | sezona    | klub        | částka         |  | Pořadí | Jméno               | sezona    | klub        | částka        |
| 1.     | Ante Budimir       | 2018/2019 | Sampdoria   | 1,7 mil. Euro  |  | 1.     | Junior Messias      | 2022/2023 | Milán       | 6,2 mil. Euro |
| 2.     | Nahuel Estévez     | 2022/2023 | Estudiantes | 1,6 mil. Euro  |  | 2.     | Gian Marco Ferrari  | 2016/2017 | Sassuolo    | 4 mil. Euro   |
| 3.     | Luis Rojas         | 2020/2021 | C.U. Chile  | 1,59 mil. Euro |  | 3.     | Federico Ceccherini | 2018/2019 | Fiorentina  | 3,6 mil. Euro |
| 4.     | Jacopo Petriccione | 2020/2021 | Lecce       | 1,5 mil. Euro  |  | 4.     | Simy                | 2021/2022 | Salernitana | 3,5 mil. Euro |
| 5.     | Ahmad Benali       | 2020/2021 | Pescara     | 1,5 mil. Euro  |  | 5.     | Abdelkader Ghezzal  | 2007/2008 | Janov       | 3 mil. Euro   |

### Na velkých turnajích

#### Účastníci Mistrovství světa
- Marcus Rohdén (MS 2018)
- Simy (MS 2018)

#### Účastníci Afrického poháru národů
- Džamil Misbáh (APN 2017)
- Augustus Kargbo (APN 2021)

#### Účastník Copa América
- Dante López (CA 2007)

## Česká stopa
- Jaroslav Šedivec (2005–2007)
- Michael Rabušic (2015)
- Stefan Simič (2017/18)